# Rudolf Kotula
Rudolf Gabriel Kotula (ur. 24 marca 1875 we Lwowie, zm. 2 października 1940 w Kazachstanie) – polski bibliotekoznawca, bibliograf, długoletni dyrektor Biblioteki Uniwersytetu Jana Kazimierza i Biblioteki Baworowskich we Lwowie

## Życiorys
Urodził się 24 marca 1875 we Lwowie, w rodzinie Karola i Marii z Schultzów. Ukończył II gimnazjum we Lwowie, następnie studia z zakresu filologii klasycznej na Uniwersytecie Lwowskim, zakończone doktoratem z filozofii w 1902. Studiował także w Grazu, Berlinie (germanistykę) i Monachium. Od 1901 do 1939 pracował w bibliotece uniwersyteckiej, od 1923 do 1939 był jej dyrektorem. Od 1902 do 1940 pracował równolegle w Bibliotece Baworowskich – od 1915 jako jej dyrektor. W latach 1922–1925 kierował Biblioteką Dzieduszyckich. Przewodniczył Towarzystwu Miłośników Książki. Był członkiem przybranym Towarzystwa Naukowego we Lwowie, członkiem Polskiego Towarzystwa Historycznego, członkiem korespondentem Okręgowej Komisji konserwatorskiej.
Od 1905 był mężem Marii Leiner.
Został aresztowany przez Sowietów 13 kwietnia 1940 i wywieziony do Kazachstanu, gdzie zmarł 2 października 1940.

## Ordery i odznaczenia
- Złoty Krzyż Zasługi[2]
- Srebrny Wawrzyn Akademicki (7 listopada 1936)[4]